# Территориальная прелатура Санто-Кристо-де-Эсквипуласа

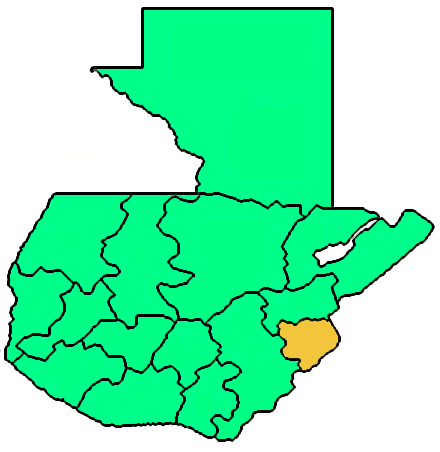
Карта территориальной прелатуры Санто-Кристо-де-Эсквипуласа

Территориальная прелатура Санто-Кристо-де-Эсквипуласа (лат.  Praelatura territorialis Sanctissimi Domini Nostri Iesu Christi de Esquipulas) — территориальная прелатура Римско-католической церкви с центром в городе Эсквипулас, Гватемала. Апостольский викариат Эль-Петена распространяет свою юрисдикцию на департамент Чикимула. Кафедральным собором территориальной прелатуры Санто-Кристо-де-Эсквипуласа является церковь Иисуса Христа.

## История
16 сентября 1956 года Римский папа Пий XII издал буллу Cum Christus, которой учредил территориальную прелатуру Санто-Кристо-де-Эсквипуласа, выделив её из епархии Сакапы. В этот же день актом Aeque principaliter территориальная прелатура Санто-Кристо-де-Эсквипуласа объединена с архиепархией Гватемалы.
24 июня 1986 года Римский папа Иоанн Павел II издал буллу Qui pro munere, которая актом Aeque principaliter территориальная прелатура Санто-Кристо-де-Эсквипуласа была объединена с епархией Сакапы.

## Ординарии территориальной прелатуры
- епископ Mariano Rossell y Arellano (16.09.1956 — 10.12.1964);
- епископ Mario Casariego y Acevedo (12.12.1964 — 15.06.1983);
- епископ Próspero Penados del Barrio (1.12.1983 — 24.06.1986);
- епископ Родольфо Кесадо Торуньо (24.06.1986 — 19.06.2001) — назначен архиепископом Гватемалы;
- епископ José Aníbal Casasola Sosa (13.05.2004 — 27.04.2007);
- епископ Rosolino Bianchetti Boffelli (20.11.2008 — 14.09.2012 — назначен епископом Киче); 
  - Sede vacante (2012—2016);
- епископ Ángel Antonio Recinos Lemus (22.02.2016 — по настоящее время).

## Источник
- Annuario Pontificio, Libreria Editrice Vaticana, Città del Vaticano, 2003, ISBN 88-209-7422-3
- Булла Cum Christus, AAS 49 (1957), стр. 331  (лат.)
- Булла Qui pro munere  (лат.)